# Calophya buchananiae
Calophya buchananiae är en insektsart som först beskrevs av Miyatake 1971.  Calophya buchananiae ingår i släktet Calophya och familjen Calophyidae. Inga underarter finns listade i Catalogue of Life.